# 대한민국의 기초 의회
대한민국의 기초 의회는 대한민국의 서울특별시, 부산광역시 외 6개 광역시, 경기도 외 8개 도, 각 시, 군, 자치구에 설치된 의회를 말한다. 최초로 기초의회 의원을 선발한 것은 1960년이고, 1961년 5월 폐지되었다가 1991년 5월에 부활하여 현재에 이르고 있다. 한국에서의 기초의회의 시발점은 1910년 조선총독부에서 실시한 평의원 제도였다. 

## 본문

### 구한말의 중추원
한국에서 실시된 최초의 의회는 1894년에 설치되어 1910년에 폐지된 중추원이었다. 대한제국의 중추원은 한국 최초의 민선 의회이자 최초의 국회, 입법부서였다.

### 일제 강점기의 평의원
1910년 조선총독부에서 실시하던 평의원을 설치하였다. 평의원은 경성부와 조선 16개 도 내에 두었으며, 각 경성부와 각 도의 평의원은 지역 주민이 민선으로 선발하던 것이었으며 평의원의 임기는 4년이었다.

### 해방 후의 기초 의회
1960년 8월 제2공화국 출범 이후 각 특별시장, 직할시장, 도지사, 시장, 군수, 구청장, 읍, 면장, 동장을 민선 선거로 선출하면서 서울시의회, 각 도의회, 시의회, 군의회, 구의회와 읍의회, 면의회까지 결성되었다. 이때의 민선 기초의회 의원의 임기는 4년이었다. 그러나 이런 기초 의회는 1961년 5.16 군사정변으로 전부 무효 및 기능정지, 그해 5월 20일 폐지되었다. 
1991년 노태우 정부에서 기초 의회를 재추진, 재도입하였다. 그리하여 1991년 5월부터 서울특별시, 각 직할시(광역시로 이름 변경), 각 도, 시, 군, 구에서 주민들이 선거로 기초 의원을 선출, 기초의회제도는 30년 만에 부활되었다. 민선 기초의회 의원의 임기는 4년이다.

## 주민자치위원회
1991년부터 기초 의회가 구성되면서 행정구역 단위가 낮은 읍,  면, 동 지역에는 읍, 면, 동의 이장, 통장, 반장, 새마을지도자, 부녀회장, 부녀회대표, 아파트단지대표, 기타 전현직 공무원과 지역 유지, 마을 봉사자 등이 참여하는 주민자치위원회가 결성되었다. 주민자치위원은 무보수 봉사 명예직이므로 임기 제한은 없다.

## 같이 보기
- 기초 의회
- 읍면의회
- 대한민국의 지방의회